# 이명주 (가수)
이명주(본명: 유혜자, 1958년 8월 3일 ~ )은 대한민국의 가수이다.

## 경력
- 1993년 환경보호 연예인협회회원
- 1999년 범죄예방 연예인분과위원

## 수상
- 2003년 문화장관부 장관상
- 2003년 iTV 성인가요대상

## 데뷔
- 1987년 노래 '당신은 아시나요'

## 음반
| 발매             | 제목                   | 비고 |
| ---------------- | ---------------------- | ---- |
| 1987년           | 당신은 아시나요        | LP   |
| 1994년 5월       | 백 갈매기              | 정규 |
| 1997년           | 짐이 된 사랑 / 아리랑  | 정규 |
| 1998년 4월       | 사랑이 가네            | 정규 |
| 1999년 10월 1일  | 보고 싶어요            | 정규 |
| 2004년 5월 30일  | 돌이킬 수 없다면       | 정규 |
| 2007년 2월 22일  | 사랑타령               | 정규 |
| 2008년 9월 22일  | 어머니                 | 싱글 |
| 2010년 6월 15일  | 보령 아가씨            | 정규 |
| 2011년 6월 25일  | 비우자 / 하나뿐인 사랑 | 정규 |
| 2016년 5월 2일   | 정든 남자야            | 정규 |
| 2020년 9월 24일  | 종이 한 장 / 내 탓이오 | 정규 |
| 2022년 4월 4일   | 종이 한 장 / 내 탓이오 | 싱글 |
| 2023년 12월 22일 | 는개비                 | 정규 |
| 2024년 2월 27일  | 이명주의 12번째 앨범   | 정규 |